# Kleftes

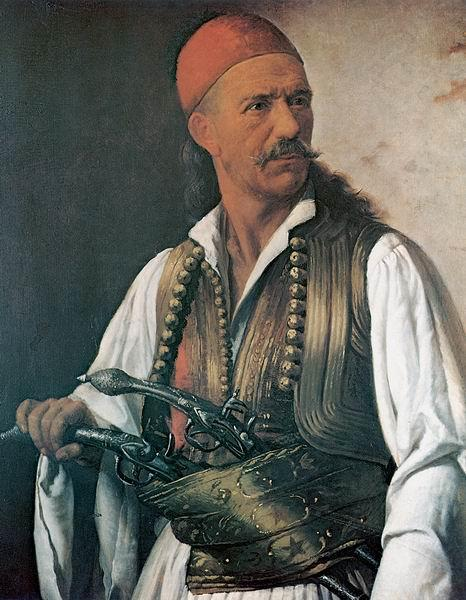
Dimitrios Makris, cap klefte del.

Els kleftes (en grec κλέφτης, pl. κλέφτες - kléftis, pl. kléftes) eren bandits que vivien a les muntanyes de Grècia durant l'ocupació otomana. Originàriament es tractava de forces irregulars al servei dels nobles romans d'Orient, sota el nom de «kappos» i més tard dels terratinents turcs sota el nom de «armatolós», exercint el cobrament d'impostos, dèbits i venjances de sang fregant la marginalitat, per la qual cosa en passar a la clandestinitat es constituïen en simples bandits, sent la seva activitat principal assaltar camins i congostos. Sovint es dividien en unitats de cinquanta homes liderats per un «kapetanis», qui solia combinar les seves funcions amb les de cap de clan.

## Guerra contra el poder otomà
Estant el poder i les riqueses en mans de l'ocupant turc, els kleftes es van convertir en els enemics naturals del poder otomà. Assaltaven els combois, atacaven a les patrulles turques i saquejaven les propietats dels representants del règim otomà.
Com a enemics dels otomans, els kleftes es van anar guanyant el suport del poble, que ajudava a protegir-los i a amagar-los. A mesura que anaven erosionant el règim otomà amb els seus atacs sorprenents, creixia entre els grecs la idea que era possible tirar de Grècia a l'invasor otomà mitjançant les tàctiques de guerrilla. Així, d'una manera natural, els kleftes van anar perdent la seva naturalesa més bandolera alhora que es convertien en la punta de llança de la rebel·lió dels grecs. Aventurers i nacionalistes, patriotes de Grècia i de fora d'ella se'ls van unir en la seva lluita contra els odiats turcs.

## Revolució grega
Els kleftes es van erigir en líders de les regions que dominaven, i es va anar articulant un moviment més ben organitzat de resistència contra els otomans. Aquesta organització no va estar exempta de lluites entre caps rivals a les regions properes, i això va permetre que es formés un nombre menor de líders, però més capaços i experimentats.
Aquests caps van liderar les rebel·lions gregues contra l'invasor; rebel·lions que el 1821 es van convertir en una autèntica revolució a gran escala anomenada Revolució Grega, que va encendre la metxa de la Guerra d'independència de Grècia (1821-1831). Amb l'assoliment de la independència, els kleftes van ser en la seva majoria deixats de costat en la reconstrucció de l'emergent Estat, per la qual cosa gran quantitat d'ells, en sentir-se mà d'obra desocupada, va tornar a exercir les activitats marginals d'abans.

## Herois nacionals
Els kleftes són considerats com a autèntics herois nacionals a Grècia. Els més famosos són Theódoros Kolokotronis, Geórgios Karaiskakis i Nikitas Stamatelópulos.